# Petr Pokorný (skladatel)
Petr Pokorný (16. listopadu 1932 Praha – 4. února 2008 tamtéž) byl český klavírista, hudební skladatel, pedagog, publicista a biolog. Jeho matkou byla malířka Ludmila Pokorná.

## Život
Po maturitě na gymnáziu studoval hru na klavír na konzervatoři u známého českého hudebníka Václava Holzknechta. Další studium hry absolvoval soukromě u legendární české klavíristky Ilony Śtěpánové-Kurzové. Kromě studia hry na klavír studoval soukromě i komponování u Emila Hradeckého, Zdeňka Hůly a Pavla Bořkovce.
Ve studiu hudby na vysoké škole nepokračoval z politických důvodů a proto se věnoval studiu přírodních věd. Vyučoval chemii a byl autorem několika učebnic biologie.

## Dílo
Petr Pokorný komponoval převážně skladby pro komorní obsazení. Výrazný podíl v jeho díle mají skladby pro sólové nástroje a dua. Více vokálních děl a skladeb pro větší soubory začalo vznikat až v průběhu 80. let. Z tohoto období je nejvýznamnější Lyrická symfonie z roku 2001. (Světová premiéra se konala na přehlídce vybrané soudobé hudby v Praze "Pražské premiéry 2006".)
Z důvodů politické perzekuce v době normalizace se jeho skladby v bývalém Československu nesměly hrát a byly uváděny pouze v zahraničí, poprvé zde svobodně zazněly až v roce 1989, v jeho 57 letech. Počátky jeho skladatelské činnosti spadají někam do konce 50. let 20. století a jsou výrazně poznamenány tehdy módní vlnou dodekafonie, v 60. letech spolupracoval se komorním ansámblem Musica viva pragensis, který pravidelně hrával jeho skladby. Při pozdější tvorbě formu dodekafonie opustil.